# Fastweb
Fastweb S.p.A. è un'azienda italiana di telecomunicazioni specializzata nella telefonia fissa e mobile, e nelle connessioni a banda larga e ultralarga; è parte del gruppo delle comunicazioni svizzero Swisscom SA.
Il 31 dicembre 2024 Swisscom acquisisce Vodafone Italia, con l'obiettivo di fonderla con Fastweb per dare vita a Fastweb + Vodafone.
È membro dell'Istituto Europeo per le Norme di Telecomunicazione (ETSI).
Al 30 giugno 2024 è il sesto operatore di telefonia mobile per quota di mercato, preceduto da TIM, Vodafone, Wind Tre, Iliad e PosteMobile, mentre è il quarto operatore di telefonia fissa per quota di mercato, preceduto da TIM, Vodafone e Wind Tre, seguito da Tiscali.
La società nel 2000 è stata quotata presso la Borsa valori di Milano, ma nel 2011 il titolo è stato delistato, a seguito dell'OPA promossa da Swisscom.

## Storia

### 1999-2010: nascita e sviluppo
L'azienda nasce nel settembre 1999 a Milano come una joint venture tra e.Biscom e la multiservizi comunale milanese AEM, con il fine di realizzare una rete in fibra ottica che copra il territorio comunale. Nel marzo 2000 la controllante e.Biscom si quota alla Borsa di Milano e raccoglie i fondi necessari per la realizzazione della rete. Ad agosto 2001 venne siglato un accordo con l'allora Omnitel Vodafone, a cui vennero concessi i diritti d'uso di un tratto della rete Fastweb lungo circa 2.500 km, per un periodo di 15 anni. Successivamente AEM cederà le sue quote a e.Biscom in cambio della proprietà di Metroweb che gestisce la rete di fibra ottica spenta in Lombardia e una restante quota sul mercato. Dal 2003 la società entra a far parte dell'indice S&P Mib e, nel 2004, viene fusa per incorporazione nella controllante che contemporaneamente ne assumerà il nome.
Nel maggio 2006 si aggiudica la gara Consip per la telefonia fissa nella pubblica amministrazione.
Il 12 marzo 2007 le azioni sono sospese in attesa di un annuncio: la compagnia telefonica svizzera Swisscom il 22 marzo lancia un'OPA su tutte le azioni in circolazione valorizzando la società 3,7 miliardi di euro. Il maggiore azionista, Silvio Scaglia, ha conferito la sua quota all'offerta il 10 aprile 2007. Il 23 ottobre 2009 il valore delle azioni si era dimezzato con una perdita per Swisscom del 57% in 2 anni e mezzo. Il 15 maggio 2007 l'OPA si chiude con oltre l'80% delle azioni acquisite.
Nel settembre 2008 lancia la propria offerta di telefonia mobile, denominata Fastweb Mobile, utilizzando strutture tecnologiche dell'allora Nokia Siemens Networks, proprie e autonome, e grazie all'accordo raggiunto con 3 Italia nel dicembre 2007.

### Dal 2010 al 2018
Nel 2010 Swisscom decise di sottoporre, attraverso la propria controllata Swisscom Italia, ai rimanenti azionisti di Fastweb un'offerta pubblica di acquisto per la totalità delle azioni. Attraverso l'acquisizione della totalità delle azioni si mirava a ottenere la revoca del titolo dalla quotazione presso la Borsa di Milano assicurandosi così maggiore flessibilità sul piano sia strategico sia operativo. Il 12 novembre 2010 terminò l'OPA e Swisscom dichiarò che l'operazione si era conclusa con successo. Il 14 febbraio 2011 Swisscom annunciò di aver avviato la procedura di obbligo di acquisto delle residue azioni Fastweb. La Procedura Congiunta concordata con la Borsa prevedeva che le richieste di vendita fossero accettate sino al 14 marzo 2011. Il 17 marzo venne pubblicato l'esito dell'operazione e il 18 marzo vennero versati i corrispettivi.
Nel gennaio 2011 Fastweb e Sky Italia siglano un accordo commerciale per combinare l'offerta televisiva via satellite di Sky con i servizi Internet a banda larga e telefonia fissa di Fastweb. Nel 2011, Fastweb acquisisce una quota dell'11% di Metroweb, la società proprietaria della più grande rete di fibre ottiche di Milano e della Lombardia. A fine anno Swisscom decide di svalutare Fastweb di 1,3 miliardi e annuncia il ridimensionamento del personale di 150 unità.
Nel 2012 Fastweb effettua un investimento di 400 milioni di euro per la posa di infrastrutture in fibra ottica. Il 5 novembre 2012 Fastweb chiude il servizio di IPTV TV di Fastweb. Il 17 aprile 2012 l'azienda comunica la cessione di circa 720 dipendenti, 600 del Call Center verso Visiant Contact, 120 tecnici di rete presso Huawei.
Fornitore di servizi nel Sistema Pubblico di Connettività (SPC), Fastweb ha gestito una parte della connettività Internet e Intranet della pubblica amministrazione italiana in attesa del subentro dei fornitori (Tiscali, BT Italia e Vodafone Italia) aggiudicatari della gara Consip, in virtù del contratto stipulato nel 2016. A dicembre 2016 ha stipulato un contratto con Tiscali acquisendo il ramo d'azienda Tiscali Business, che include i clienti top e il sistema pubblico di connettività aggiudicato in giugno da Consip, fornendo a Tiscali l'accesso alla propria rete in fibra per i clienti privati domestici e LTE.
Sempre nel 2016 Fastweb lancia una propria "Digital Academy", una scuola gratuita dedicata ai giovani fino ai 35 anni; i corsi abbracciano tre branche del settore: fabbricazione digitale, marketing digitale e intrattenimento digitale. Il programma si è protratto fino al 2018 riuscendo a "certificare" più di 1 600 studenti.

### Dal 2019 al 2023: Operatore MNO e 5G
Nel 2019 Fastweb si trasforma da operatore virtuale a vero e proprio operatore mobile, il quinto d'Italia, dopo aver ottenuto apposita autorizzazione dal Ministero dello sviluppo economico. Il percorso che ha permesso di ottenere questo risultato parte tre anni prima quando, con un accordo con Tiscali, viene sancito utilizzo delle frequenze di quest'ultima; quindi, nel 2018, si assiste all'acquisizione del pacchetto di frequenze di Tiscali; infine, l'ultimo spettro 5G vengono acquisiti nell'ambito dell'asta 5G.
Sempre nel 2019 l'azienda inaugura "NEXXT", la nuova sede nella periferia sud di Milano pensato per vivere la giornata lavorativa in open space, senza postazioni fisse e con prenotazione tramite apposita app mobile.
Nel 2020 viene potenziato il posizionamento sulle tecnologie dell'informazione e della comunicazione attraverso l'acquisizione di due aziende: dapprima Cutaway, società fondata nel 2004 specializzata in progetti ICT e cloud computing, quindi il 70% di 7Layers, società fondata nel 2012 che si occupa di sicurezza informatica.
A cavallo fra il 2020 e il 2021 la società ha deciso di re-internalizzare il servizio di call center, precedentemente delocalizzato in Albania, nell'ottica di compimento di un processo di digitalizzazione.
Nel febbraio del 2021 Fastweb decide di rimuovere la timbratura del cartellino per i propri dipendenti, favorendo un lavoro più agile, da remoto e smart. Gli accordi sindacali legati a questa modalità di lavoro vengono quindi rinnovati fino all'anno successivo, garantendo ai propri dipendenti il 100% di lavoro da remoto, per tutte le figure professionali. Sempre nel 2021 viene lanciato il prodotto "NeXXt", un digital box che, oltre a fungere da modem, integra comandi vocali e intelligenza artificiale; si tratta, inoltre, del primo dispositivo di rete in Italia in grado di "dialogare" con Alexa, il più diffuso assistente virtuale domestico.
Dal 1º gennaio 2022 Fastweb ha adottato lo status di Società Benefit.

### Dal 2024: Acquisizione di Vodafone Italia
Il 15 marzo 2024 Swisscom sottoscrive una proposta d'acquisto vincolante per acquisire il 100% di Vodafone Italia per 8 miliardi di euro, così da unirla con Fastweb. Il closing dell'operazione di acquisto è previsto entro il primo trimestre 2025. Come parte dell'accordo, Vodafone continuerà a fornire a Fastweb alcuni servizi, nonché la concessione d'uso del marchio per un periodo massimo di cinque anni.. A Settembre 2024 l'Antitrust pubblica il provvedimento di avvio istruttoria e un'indagine. Swisscom ha reso noto che la Commissione UE ha dato il via libera all’acquisizione di Vodafone Italia, ai sensi del Regolamento relativo alle sovvenzioni estere (Foreign Subsidies Regulation). La transazione è stata approvata da AGCOM e AGCM, rispettivamente a novembre e a dicembre 2024.
Dal 3 aprile 2024 Fastweb entra anche nel mercato dell'energia elettrica.
Il 31 dicembre 2024 Swisscom, attraverso Fastweb, completa l'acquisizione di Vodafone Italia, dando vita a Fastweb + Vodafone.

## Identità aziendale
Identità aziendale, loghi e tag-line utilizzati dall'azienda nel corso degli anni:
| Periodo   | Logo | Tagline           | Note |
| --------- | ---- | ----------------- | ---- |
| 2001-2002 |      | «Essere FastWeb»  |      |
| 2002-2004 |      |                   |      |
| 2004-2010 |      | «Un passo avanti» |      |
| 2010-2020 |      | «Un passo avanti» |      |
| Dal 2020  |      | «Tu sei futuro»   |      |

### Spot televisivi
I primi spot televisivi dell'azienda sono andati in onda sulle reti televisive nazionali durante l'autunno 2001, con lo slogan FastWeb, vorrete dirlo a tutti.
A partire dal 2006, il principale testimonial dell'azienda è stato il pilota italiano Valentino Rossi, accompagnato a partire dal 2008 dal comico italiano Paolo Cevoli.
Nel 2010 viene ingaggiato l'attore statunitense George Clooney, sostituito nel 2013 dai cosiddetti "eroi quotidiani" ovvero persone comuni. Nel 2014 viene ingaggiato il cantautore britannico Mika, sostituito nel 2016 dal velocista giamaicano Usain Bolt e nel 2018 dal velocista italiano Filippo Tortu. Nel 2019 viene ingaggiata la Nazionale di ginnastica ritmica dell'Italia, sostituita nel 2020 dalla nuotatrice italiana Simona Quadarella. A dicembre 2020 viene ingaggiato il tennista italiano Jannik Sinner. Nel 2022 è accompagnato da Filippo Tortu, la ballerina italiana Giorgia Greco e Ahmed Malis. Sinner sarà testimonial fino al 2026.

## Sviluppo della rete

### Rete fissa
Dal 1999 Fastweb ha sviluppato una rete nazionale in fibra ottica che si estende per 34 000 chilometri e raggiunge circa il 50% della popolazione italiana, di cui il 10% attraverso il FTTH, il collegamento in fibra ottica fino a casa del cliente (2 milioni di case raggiunte) offrendo servizi a banda ultralarga fino a 1 Gb/s.
Nelle zone non coperte dalla sua rete in fibra ottica, Fastweb fornisce connessioni ADSL, ma sempre su doppino, in proprio (copertura ULL) oppure noleggiando all'ingrosso il servizio. Fastweb collega con la propria rete oltre 1200 centrali, distribuite in tutte le regioni e le province italiane, arrivando a più del 50% della popolazione.
Nel corso degli anni, la connessione ADSL è andata progressivamente aumentando in velocità di download fino a 20 mega, restringendo così il divario che vi era fra la fibra ottica e l'ADSL (rimane tuttavia un grande divario per quanto concerne la velocità di upload verso la rete).
È dell'agosto 2007, invece, il piano di espansione approvato dal consiglio di amministrazione aziendale per la posa di 1000 km di cavi in fibra ottica per collegare Sardegna, Basilicata e Calabria.
Nel 2008 Fastweb ha annunciato il lancio dei suoi servizi anche su piattaforma satellitare, per coprire anche le zone con un divario digitale. Il servizio si basa sulla piattaforma TooWay di EutelSat.
Fastweb ha annunciato a settembre del 2012 l'espansione della propria rete in fibra per raggiungere, entro il 2014, circa 5,5 milioni di famiglie (ovvero il 20% della popolazione italiana) con velocità di connessione fino a 100 megabit al secondo grazie a una combinazione dell'attuale rete in fibra ottica FTTH (Fiber to The Home) e di tecnologie FTTS (Fiber to the Street Cabinet, detto anche FTTCab). Il piano nazionale prevede una prima fase di sviluppo con il completamento entro il 2014 della copertura delle città di Roma, Torino, Genova, Venezia, Firenze, Palermo, Trieste, Bari, Bologna, Verona, Ancona, Brescia, Monza, Livorno, Reggio Emilia, Padova, Como, Bergamo e Pisa. La società investirà 2 miliardi di euro in innovazione e infrastruttura nel quadriennio 2012-2016.
Fastweb nel novembre del 2012 ha inoltre siglato con Huawei un accordo di cooperazione pluriennale per la ricerca e lo sviluppo di tecnologie avanzate per la banda ultra larga. L'intesa è della durata di 5 anni. Il Memorandum of Understanding riguarda la ricerca e l'impiego di tecnologie avanzate e servizi innovativi agli utenti finali nonché la ricerca sulle tecnologie delle reti di nuova generazione su cui si basa il progetto di estensione del NGN (Next Generation Network) di Fastweb.
A partire dalla fine del 2015 Fastweb ha introdotto un servizio di "Open-WiFi" che permette ai propri abbonati di navigare gratuitamente ogni volta che ci si imbatte nel segnale Fastweb. I modem dell'operatore diventano dei punti di accesso Wi-Fi gratuiti e riservati alla community Fastweb, senza alcun limite di utilizzo né nel volume di traffico né nel tempo di connessione. Il servizio è stato inizialmente lanciato nelle principali città italiane (tra cui Milano, Roma, Firenze, Torino, Bologna, Genova, Monza, Livorno) ed oggi conta all'interno della propria rete più di 500 Comuni (per un totale di 250 000 hotspot).
Nel 2016 Fastweb ha annunciato una joint venture con Telecom Italia, denominata Flash Fiber, per portare la fibra fino alle abitazioni. Grazie a questo accordo, entro il 2020 Fastweb ha dichiarato che il numero di unità abitative e sedi business coperte dalla propria rete FTTH è passato dai 2 milioni iniziali a 5 milioni, cioè il 20% della popolazione italiana.
Nel giugno 2019 Fastweb ha annunciato di aver siglato un accordo strategico, di durata decennale, tramite il quale Fastweb si impegna insieme a Wind Tre per lo sviluppo della tecnologia 5G; contemporaneamente, Fastweb fornirà a Wind Tre l'accesso wholesale alla sua rete in fibra ottica in banda ultralarga FTTH e in FTTC.
A fine 2020 Fastweb lancia la rete Ultra FWA con velocità fino ad 1 Gb/s ed inoltre introduce un upgrade tecnologico in 30 grandi città su rete proprietaria FTTH che porta la velocità di connessione da 1 a 2,5 Gb/s.

### Rete mobile
L'8 settembre 2008 Fastweb lancia la propria offerta di telefonia mobile, denominata Fastweb Mobile, utilizzando strutture tecnologiche di Nokia Networks Technology, proprie e autonome, anche grazie all'accordo raggiunto con 3 Italia nel dicembre 2007.
Il prefisso utilizzato è 375. L'offerta Fastweb Mobile è disponibile sia nella versione ricaricabile sia in quella abbonamento ed è rivolta ai privati, ai soggetti con partita IVA e alle imprese con una forte integrazione con le offerte di telefonia fissa del gestore.
Nel 2017 ha preso avvio il passaggio dalla rete di 3 Italia a quella di TIM, con la quale Fastweb avrebbe iniziato ad operare come Full MVNO con i nuovi prefissi assegnati dal Ministero dello sviluppo economico: 375-5, 375-6 e 375-7. Assegnato anche un proprio MNC (Mobile Network Code) dedicato (08), al pari di un qualsiasi operatore di rete. Il passaggio si è completato a fine luglio 2019, diventando il quinto operatore italiano di telefonia mobile.
Con un comunicato stampa del 6 dicembre 2016, la società annuncia che il passaggio al 4G e 4G+ di TIM sarà completamente gratuito per i clienti Fastweb Mobile. Inoltre, viene annunciata la realizzazione di una rete 5G Ready per servizi di mobile data di ultima generazione con l’obiettivo di raggiungere la popolazione nelle grandi città entro il 2020 grazie alla tecnologia small cells.
È del 19 settembre 2017 il comunicato Fastweb dove viene annunciato l'accordo con il Comune di Roma per la sperimentazione del 5G nella città, a partire dal 2018. Il giorno successivo viene annunciata la realizzazione di una nuova rete mobile 5G anche nelle città di Bari e Matera, ma questa volta insieme a TIM e Huawei, con previsione di copertura del 75% del territorio entro la fine del 2018.
Dopo l'annuncio di collaborazione con Wind Tre, avvenuto il 25 giugno 2019, Fastweb Mobile viene avviato lo sviluppo della tecnologia 5G e delle relative infrastrutture.
Il 30 luglio 2019 Fastweb ottiene la licenza di MNO per sviluppare una rete 5G a partire dal 2020.
Al 2024 Fastweb Mobile opera sia su rete TIM (per gli utenti che navigano in 4G), che su rete Wind Tre (per gli utenti che hanno accesso al 5G). A partire da maggio 2025 ha inizio la migrazione degli utenti verso la rete Vodafone Italia, in seguito all’acquisizione di quest'ultima da parte di Fastweb (gruppo Swisscom), avvenuta il 31 dicembre 2024.
Nel mese di luglio 2024 viene lanciata la funzione VoWiFi.

## Clienti
Telefonia fissa
3,25 milioni di linee fisse totali, al 31 dicembre 2023, di cui 2,329 milioni in banda ultralarga
Telefonia mobile
3,509 milioni di linee mobili totali, al 31 dicembre 2023
Divisione Wholesale
648.000 linee
Secondo i dati Agcom, al marzo 2023 la quota di accessi broadband e ultrabroadband a rete mobile è del 14.7%.

## Controversie
Il 23 febbraio 2010, nell'ambito dell'inchiesta operazione Phuncards-Broker la procura di Roma iscrive nel registro degli indagati alcuni ex manager e Stefano Parisi, amministratore delegato di Fastweb per un giro di false fatturazioni da 2 miliardi di euro che sarebbero state realizzate tra il 2004 e il gennaio 2007 da società terze con la compiacenza degli ex vertici di Fastweb e Sparkle (azienda interamente controllata da Telecom Italia). Fastweb si difende affermando che "La vicenda giudiziaria riguarda fatti accaduti anni fa (relativi ai periodi d'esercizio 2005-2006), già oggetto di contestazione agli allora indagati, e rispetto ai quali la società si ritiene estranea e parte lesa". Inoltre Parisi dichiara che la responsabilità del mancato pagamento dell'IVA non è di Fastweb. Per evitare il commissariamento della società richiesto dai PM di Roma, Fastweb dispone una fideiussione di 11 milioni di euro, pari agli utili oggetto di contestazione nell'inchiesta e delibera lo scorporo in una S.r.l. ad hoc delle attività wholesale. Il 6 aprile 2010 l'amministratore delegato Stefano Parisi si autosospende. Dopo più di tre anni di dibattimento, nella primavera del 2013 la posizione di Parisi viene archiviata e il 17 ottobre 2013 i giudici della I sezione penale di Roma hanno assolto in primo grado Silvio Scaglia, fondatore di Fastweb e Stefano Mazzitelli, ex AD di Telecom Italia Sparkle insieme ad altri cinque imputati per non aver commesso il fatto o perché il fatto non costituisce reato.

## Informazioni societarie
Principali azionisti
- Swisscom Italia S.r.l. (100%)

Nel 2007 Swisscom ha lanciato un'offerta pubblica di acquisto sulle azioni Fastweb acquisendo la maggioranza assoluta. Nel settembre 2010 Swisscom ha acquistato le quote di minoranza dopo aver presentato un'offerta pubblica di acquisto volontaria.
Principali partecipazioni
- 7Layers S.r.l. (70%)
- Fastweb Air S.r.l. (100%)
- Open Hub Med S.c.a.r.l. (12,3%)

### Dati economici e finanziari
A febbraio 2013 Fastweb annuncia i risultati finanziari del 2012. La società ha chiuso l'anno con un fatturato di 1613 milioni rispetto ai 1605 milioni di dicembre 2011 (+0,5%, al netto dei ricavi da hubbing sui quali l'azienda ha avviato una politica di riduzione programmata). Il margine operativo lordo (EBITDA) ha raggiunto 500 milioni, dai 450 milioni del 2011 (al netto di partite straordinarie). La base clienti è cresciuta nel corso dell'anno dell'11%, con 172 000 nuovi abbonati, per un totale di 1 767 000 clienti a fine 2012.